# 이슬라스데라바이아주

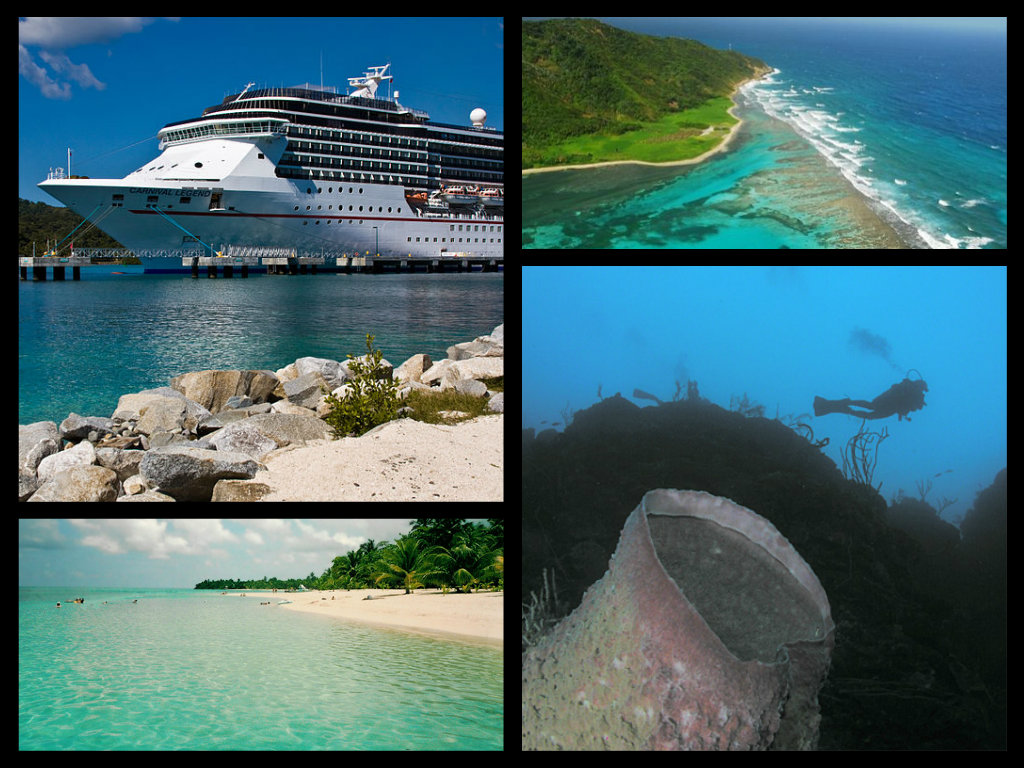
이슬라스데라바이아주

이슬라스데라바이아주(스페인어: Islas de la Bahía)는 온두라스의 카리브해에 떠있는 섬으로 이루어진 주이다. 우틸라섬, 로아탄섬, 구아나야섬으로 이루어져 있으며, 주도는 로아탄이다. 면적은 261km2, 인구는 38,073명(2001년 기준)이다.